# Jutlandia Meridional

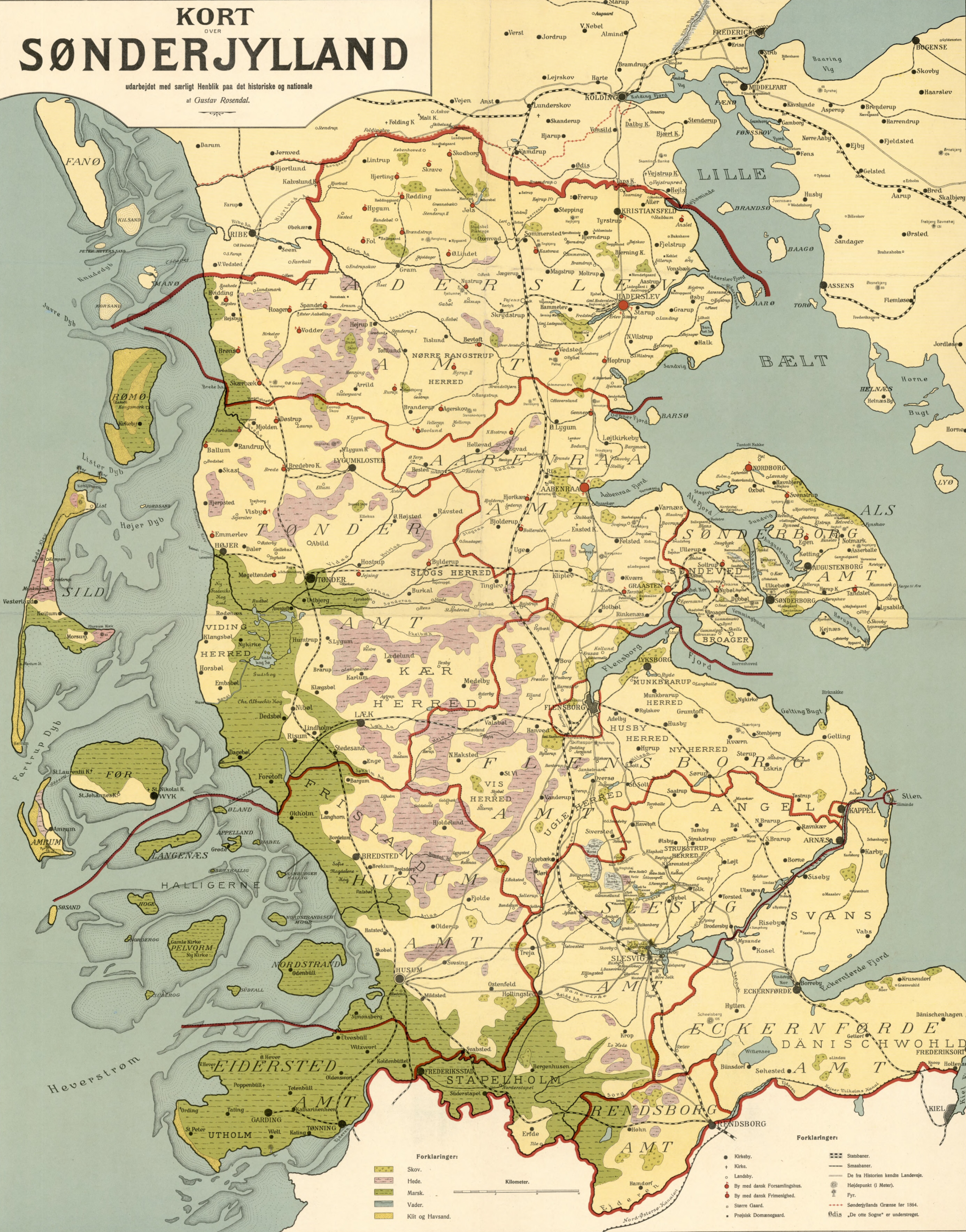
Mapa del sur de Jutlandia en 1913

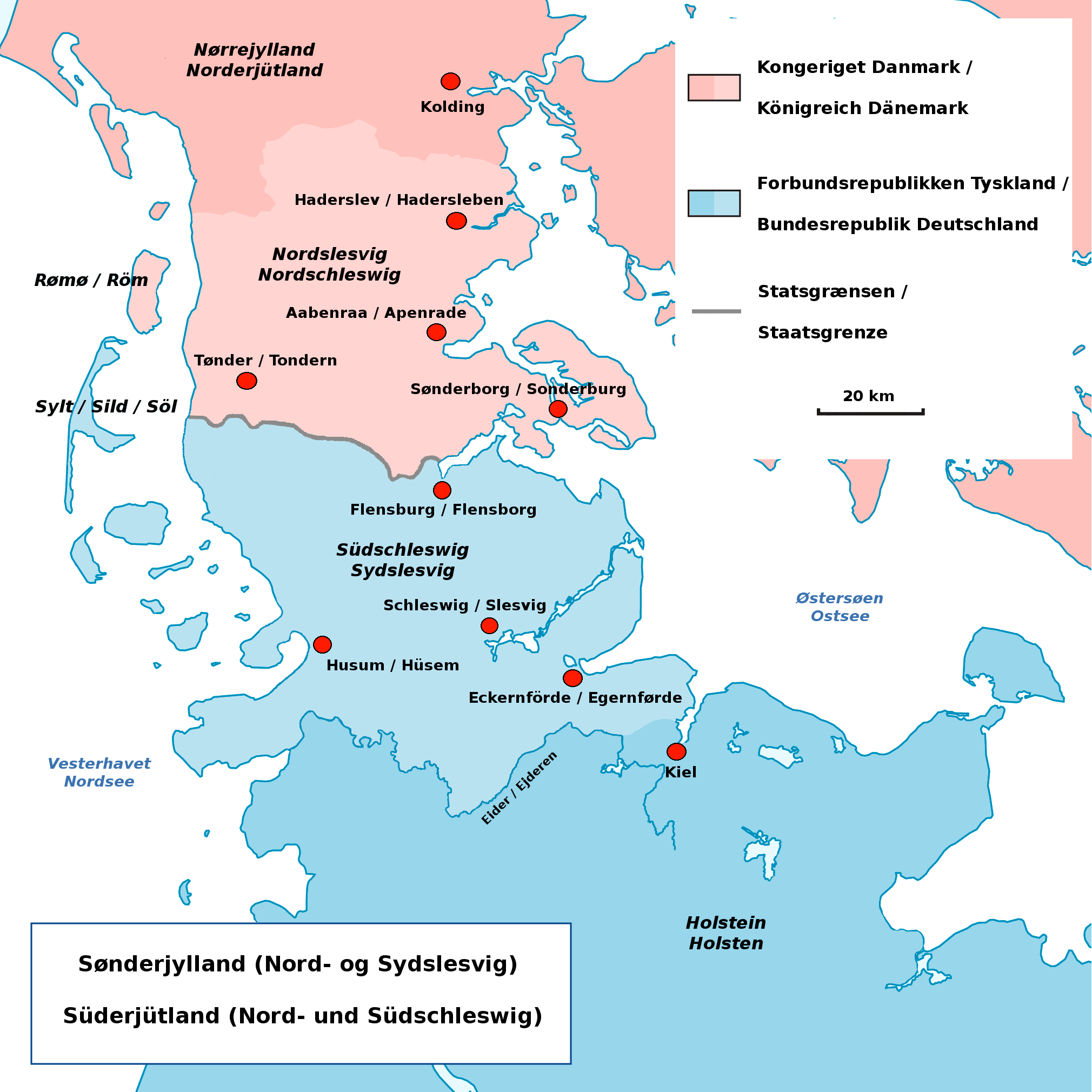
El sur de Jutlandia en la actualidad

Jutlandia Meridional (en danés: Sønderjylland; en alemán: Südjütland) es el nombre de la región situada al sur del Kongeå en Jutlandia (Dinamarca) y al norte del Eider (río) en Schleswig-Holstein (Alemania). La región al norte del Kongeå se llama Nørrejylland, "Jutlandia del Norte". Ambos territorios tuvieron sus propias asambleas ting en la Edad Media (en Viborg y Urnehoved). El sur de Jutlandia se menciona por primera vez en la saga Knýtlinga.
En el siglo XIII, el sur de Jutlandia se convirtió en ducado. El primer duque fue Canuto Lavard (Knud Lavard). A finales del siglo XIV tomó el nombre de Ducado de Schleswig  El ducado lleva el nombre de la ciudad de Schleswig (Slesvig). Los duques de Schleswig también se convirtieron en reyes de Dinamarca .
Con la desaparición del Sacro Imperio Romano Germánico en el siglo XIX, el término "Sønderjylland" fue recuperado por Dinamarca y se convirtió en objeto de una disputa por el nombre entre daneses y alemanes (estos últimos continuaron con el centenario "Schleswig"), parte de la lucha por la posesión del territorio en sí, que dio lugar a las Guerras de Schleswig, libradas en 1848-1852 y de nuevo en 1864. Aunque Dinamarca fue derrotada militarmente en el primer conflicto, la presión de las Grandes Potencias impidió que la región fuera cedida a la Confederación Germánica.
Dinamarca no supo sacar provecho de la situación, sino que optó por oponerse, cobrando elevados peajes a la navegación alemana a través de los estrechos daneses y presionando a Austria y Prusia para que decidieran construir el canal de Kiel para evitar el gasto, lo que requeriría la soberanía sobre Holstein. Después de que el gobierno danés incumpliera ciertas condiciones políticas establecidas en el tratado que ponía fin al primer conflicto, las fuerzas austro-prusianas invadieron y conquistaron rápidamente el sur de Jutlandia a Dinamarca. Los esfuerzos diplomáticos, incluida una oferta personal de Christian IX de que todo su reino se uniría a la Confederación Germánica si podía permanecer unido a Holstein y Schleswig, fracasaron. Dos años más tarde, las fuerzas prusianas expulsaron a los austriacos de la región y el sur de Jutlandia se anexionó al Imperio alemán. 
Se considera que la pérdida de Jutlandia del Sur causó un "trauma nacional" a Dinamarca y marcó el fin de la fuerza como herramienta viable de la política exterior danesa. Jutlandia del Sur pasó a formar parte de la provincia prusiana de Schleswig-Holstein. Los más de 200.000 habitantes de etnia danesa que vivían en Jutlandia del Sur obtuvieron la ciudadanía imperial y disfrutaron y sufrieron todos los derechos y responsabilidades que ello conllevaba. En consecuencia, cuando estalló la Primera Guerra Mundial en 1914, tanto los alemanes como los daneses de Jutlandia Meridional fueron sometidos a reclutamiento en el ejército alemán, y las protestas danesas fueron ignoradas. Al final, más de 30.000 hombres de etnia danesa sirvieron en el ejército imperial alemán, y miles de ellos murieron.
El número de bajas de daneses étnicos que luchaban en el ejército alemán era desproporcionado y provocó décadas de rencor hacia Alemania. En Versalles, el gobierno danés solicitó a los aliados la celebración de un plebiscito en Jutlandia del Sur de acuerdo con los Catorce Puntos del presidente estadounidense Woodrow Wilson. Esta petición fue concedida y, tras el Plebiscito de Schleswig de 1920, Jutlandia Meridional quedó dividida en Schleswig Septentrional danesa y Schleswig Meridional alemana. El Plebiscito de Schleswig fue la única cesión de territorio alemán que nunca fue impugnada por Hitler y los nazis.
El norte de Schleswig también se conocía como condado del sur de Jutlandia (1970-2006) y ahora forma parte de la región del sur de Dinamarca. El sur de Schleswig es parte del estado federal alemán Schleswig-Holstein. Ambas partes cooperan hoy como una eurorregión llamada Sønderjylland-Schleswig, que cubre la mayor parte del sur de Jutlandia.